# Parere dell'Unione europea
Il parere dell'Unione europea è un atto di diritto comunitario derivato previsto dall'art. 288 del TFUE. Insieme alla raccomandazione, è un atto giuridicamente non vincolante. Mentre la raccomandazione ha come scopo di ottenere che il destinatario tenga un determinato comportamento, giudicato più rispondente agli interessi comuni, il parere tende piuttosto a fissare e a rendere noto il punto di vista della istituzione che lo emette in ordine a una questione.
Tanto per le raccomandazioni, quanto per i pareri, il Consiglio e la Commissione hanno una competenza generale.
I loro contenuti sono comunque presi in considerazione dalla Corte ai fini dell'interpretazione delle norme comunitarie.